# Dies aureo signanda lapillo
La locuzione latina Dies aureo signanda lapillo, tradotta letteralmente, significa Un giorno da marcare con una pepita d'oro.
Si riferisce all'usanza romana, forse di origine etrusca, di marcare o mettere da parte, al termine della giornata, un sassolino che la simboleggiasse, e tipicamente bianco (albo) o nero (nigro) a seconda della buona o cattiva sorte. Una forma più diffusa della medesima locuzione è (dies) albo signanda lapillo.